# راس الوادي (الحيمة الداخلية)

تعديل مصدري - تعديل

راس الوادي هي إحدى قرى عزلة بني عمرو بمديرية الحيمة الداخلية التابعة لمحافظة صنعاء، بلغ تعداد سكانها 177 نسمة حسب تعداد اليمن لعام 2004.